# Ilariidae
Die Ilariidae sind eine Familie von Vertretern der Vombatimorphia aus dem späten Oligozän.

## Merkmale
Mitglieder der Familie Ilariidae weisen vor allem Gemeinsamkeiten bei der Bezahnung auf, wie W-förmige Schneidflächensysteme auf den Molaren und knollige dritte Prämolaren sowie die Zahnformel I1-3/1, C1/0, P3/3, M1-4/1-4.

## Systematik
Die Verwandtschaftsverhältnisse der Familie Ilariidae zu anderen Familien der Vombatimorphia sind noch weitgehend ungeklärt. Die Familie Ilariidae beinhaltet nur drei Arten in zwei Gattungen, sämtlich aus dem späten Oligozän. Diese sind Ilaria illumidens TEDFORD, WOODBURNE, 1987, Ilaria lawsoni TEDFORD, WOODBURNE, 1987 und Kuterintja ngama PLEDGE, 1987a.